# Ha Yeon-joo
Ha Yeon-Joo (6 de agosto de 1987) es una actriz surcoreana. Es también miembro de Mensa Internacional.

## Filmografía

### Series de televisión
| Año       | Título                            | Rol                   | Canal | Ref.              |
| --------- | --------------------------------- | --------------------- | ----- | ----------------- |
| 2008      | Here He Comes                     | Lee Jae-Sook          | MBC   |                   |
| 2010      | Gloria                            | Yoo Mi-Na             | MBC   |                   |
| 2011      | Royal Family                      | Ji-Eun                | MBC   |                   |
| 2011      | I Need Romance                    | Yoon Kang-Hee         | tvN   |                   |
| 2012      | Ugly Miss Young-Ae (temporada 10) | Ha Yeon-Joo           | tvN   |                   |
| 2012      | I Need Romance 2012               | Yoon Kang-Hee (cameo) | tvN   |                   |
| 2013      | Sincerity Moves Heaven            | Han Ki-Eun            | KBS1  |                   |
| 2013      | Dating Agency: Cyrano             | Hye-Ri                | tvN   |                   |
| 2013-2014 | Miss Korea                        | Shin Sun-Young        | MBC   |                   |
| 2014      | It's Okay, That's Love            | Hyun-Joo              | SBS   |                   |
| 2014      | My Secret Hotel                   | Jung Soo-Ah           | tvN   |                   |
| 2015      | Iron Lady Cha                     | Lee Yoon-Hee          | MBC   |                   |
| 2015      | Cheo Yong (temporada 2)           | Jung Ha-Yoon          | OCN   |                   |
| 2016      | Goodbye Mr. Black                 | Mei                   | MBC   |                   |
| 2016      | Entourage                         | ella misma (ep.14)    | tvN   |                   |
| 2016-2017 | Person Who Gives Happiness        | Kim Ja-Kyung          | MBC   |                   |
| 2019      | Left-Handed Wife                  | Esther Jang           | KBS2  |                   |
| 2024      | The Two Sisters                   | Lee Hye-ji/Bae Do-eun | KBS2  | [ 5 ] [ 6 ] [ 7 ] |

### Películas
| Año  | Título                   | Rol         |
| ---- | ------------------------ | ----------- |
| 2009 | Me, Neither (short film) | Oh Eun-Seo  |
| 2010 | The Rhythm of Chopsticks | Ji-Sook     |
| 2014 | Miss Granny              | Soo-Yeon    |
| 2015 | The File                 | Shin Mi-Soo |

### Espectáculos de variedades
| Año       | Título                             | Red | Notas                   |
| --------- | ---------------------------------- | --- | ----------------------- |
| 2009-2010 | Inkigayo                           | SBS | presentadora            |
| 2009      | Roller Coaster                     | tvN | elenco                  |
| 2014      | The Genius: Black Garnet           | tvN | elenco                  |
| 2019      | Law of the Jungle in Sunda Islands | SBS | miembro, (ep. #383-387) |